# تمارا تايلور
تمارا تايلور (بالإنجليزية: Tamara Taylor)‏ هي لاعبة اتحاد الرغبي بريطانية، ولدت في 8 أكتوبر 1981 في إكزتر في المملكة المتحدة.